# Kike Boula
Enrique Boula Senobua (Malabo, 17 de julio de 1993), conocido como Kike Boula, es un futbolista ecuatoguineano que juega como delantero para el C. P. Almería de la División de Honor Andaluza. Jugó para la selección de Guinea Ecuatorial.

## Trayectoria
Se trata de un delantero formado en la U. D. Almería.
El 17 de julio de 2025, firmó por el C. P. Almería.

## Selección nacional
Ha sido convocado por la selección de fútbol de Guinea Ecuatorial por primera vez en ocasión de la Copa Africana de Naciones 2015, debutando el 17 de enero de ese año en el partido inaugural contra Congo. En ese encuentro, asistió a Emilio Nsue en lo que finalmente sería un empate ante los “Diablos Rojos” (1:1). 

## Estadísticas
| Club                         | Temporada           | Liga       | Liga  | Copa       | Copa  | TOTAL      | TOTAL |
| Club                         | Temporada           | P. Jugados | Goles | P. Jugados | Goles | P. Jugados | Goles |
| ---------------------------- | ------------------- | ---------- | ----- | ---------- | ----- | ---------- | ----- |
| U. D. Almería B · España     | 2011/12             | 3          | 0     | 0          | 0     | 3          | 0     |
| U. D. Almería B · España     | 2012/13             | 24         | 0     | 0          | 0     | 24         | 0     |
| R. C. D. Mallorca B · España | 2013/14             | 15         | 2     | 0          | 0     | 15         | 2     |
| R. C. D. Mallorca B · España | 2014/15             | 26         | 3     | 0          | 0     | 26         | 3     |
| Linares Deportivo · España   | 2015/16             | 28         | 2     | 1          | 0     | 29         | 2     |
| P. G. S. Kissamikós · Grecia | 2016/17             | 24         | 2     | 4          | 1     | 28         | 3     |
| Xanthi F. C. · Grecia        | 2017/18             | 0          | 0     | 0          | 0     | 0          | 0     |
| Total en su carrera          | Total en su carrera | 120        | 9     | 5          | 1     | 125        | 10    |